# Swimming Horses
Swimming Horses è un singolo del gruppo musicale inglese Siouxsie and the Banshees, pubblicato il 16 marzo 1984 come primo estratto dall'album Hyæna.

## Il disco
La canzone è stata sviluppata da Budgie e Smith usando solo batteria e pianoforte pianoforte, per dare una certa discontinuità con le precedenti produzioni.
Il motivo per pianoforte è stato successivamente riutilizzato da Smith come base per la canzone dei Cure Six Different Ways.
Swimming Horses è stato co-prodotto con Mike Hedges e pubblicato il 17 marzo 1984. Ha raggiunto il n° 28 della classifica britannica.

## Tracce
Testi di Sioux, musiche di Siouxsie and the Banshees.

### 7"
Lato A
1. Swimming Horses - 4:04

Lato B
1. Let Go - 3:37

### 12"
Lato A
1. Swimming Horses - 4:05

Lato B
1. Let Go - 3:37
2. The Humming Wires - 4:23

## Formazione
- Siouxsie Sioux - voce, chitarra
- Steven Severin - basso, tastiere, pianoforte
- Budgie - batteria, percussioni, Apollo DX7, rottami metallici
- Robert Smith - chitarra, tastiere